# Мадді (Монтана)
Мадді (англ. Muddy; шеєн. Heóvonėheo'hé'e) — переписна місцевість (CDP) в США, в окрузі Біґ-Горн штату Монтана. Населення — 646 осіб (2020).

## Географія
Мадді розташоване за координатами 45°34′47″ пн. ш. 106°46′31″ зх. д. / 45.57972° пн. ш. 106.77528° зх. д. (45.579762, -106.775332).  За даними Бюро перепису населення США в 2010 році переписна місцевість мала площу 74,18 км², уся площа — суходіл.

## Демографія
Згідно з переписом 2010 року, у переписній місцевості мешкало 617 осіб у 144 домогосподарствах у складі 126 родин. Густота населення становила 8 осіб/км².  Було 167 помешкань (2/км²).
Расовий склад населення:
| - 95,0 % — корінних американців - 2,4 % — білих - 1,1 % — осіб інших рас |

До двох чи більше рас належало 1,5 %. Частка іспаномовних становила 8,3 % від усіх жителів.
За віковим діапазоном населення розподілялося таким чином: 46,5 % — особи молодші 18 років, 48,0 % — особи у віці 18—64 років, 5,5 % — особи у віці 65 років та старші. Медіана віку мешканця становила 20,2 року. На 100 осіб жіночої статі у переписній місцевості припадало 94,6 чоловіків;  на 100 жінок у віці від 18 років та старших — 90,8 чоловіків також старших 18 років.
Середній дохід на одне домашнє господарство  становив 34 229 доларів США (медіана — 34 375), а середній дохід на одну сім'ю — 36 814 долари (медіана — 37 986). За межею бідності перебувало 40,7 % осіб, у тому числі 41,7 % дітей у віці до 18 років та 10,8 % осіб у віці 65 років та старших.
Цивільне працевлаштоване населення становило 157 осіб. Основні галузі зайнятості: освіта, охорона здоров'я та соціальна допомога — 38,2 %, публічна адміністрація — 22,9 %, сільське господарство, лісництво, риболовля — 12,1 %, будівництво — 6,4 %.